# Копаний ярок
Копаний ярок (словац. Kopaný jarok) — меліоративний канал; притока Ондави, протікає в окрузі Требишів.
Довжина приблизно 15,0-16,0 км. Витік знаходиться в масиві Східнословацька низовина. Впадають канали Чапліни і Кропа.
Протікає територією сіл Земплінске Градіштє; Войчиці; Грань; Сомотор і міста Требишів.